# Strzelanina w centrum handlowym w Allen
Strzelanina w centrum handlowym w Allen – strzelanina, do której doszło w dniu 6 maja 2023 roku w centrum handlowym Allen Premium Outlets w Allen w stanie Teksas w Stanach Zjednoczonych. W wyniku strzelaniny zginęło 9 osób, w tym sprawca, a 7 innych zostało rannych.

## Przebieg
Strzelanina zaczęła się około godz. 15:36 w centrum handlowym Allen Premium Outlets, gdy uzbrojony w karabin sprawca wysiadł z pojazdu i oddał strzały w tłum osób znajdujących się na parkingu.

## Ofiary strzelaniny
W wyniku strzelaniny zginęło 9 osób, w tym sprawca zastrzelony przez policję, a 7 innych zostało rannych, w tym 3 osoby znajdowały się w stanie krytycznym.

1. James Cho (lat 3)
2. Kyu Song Cho (lat 37)
3. Elio Cumana-Rivas (lat 32)
4. Mauricio Garcia (lat 33)
5. Shin Young Kang (lat 35)
6. Christian LaCour (lat 20)
7. Daniela Mendoza (lat 11)
8. Sofia Mendoza (lat 8)
9. Aishwarya Thatikonda (lat 27)

## Sprawca
Sprawcą strzelaniny był 33-letni Mauricio Garcia, mieszkaniec Dallas pracujący jako ochroniarz.
Motywy sprawcy nie są znane, ale według policji był on zafascynowany ruchami neonazistowskimi, przeglądał skrajnie prawicowe treści w internecie, a podczas ataku nosił opaskę z nawiązującym do mema internetowego napisem Right Wing Death Squad oraz insygnia z symboliką neonazistowską. Posiadał konto na rosyjskiej platformie społecznościowej Odnoklassniki, na której publikował posty wyrażające fascynację strzelaninami w szkołach, skrajną prawicą i określał się jako incel. Wiele z postów napastnika posiadało także żartobliwy charakter, nawiązujący do memów internetowych i poprzednich masowych strzelców.

## Po strzelaninie
W reakcji na strzelaninę teren centrum handlowego został zamknięty i ewakuowany; tuż po ataku w mediach społecznościowych pojawiło się wiele transmisji ze zdarzenia.

## Reakcje
Gubernator Teksasu Greg Abbott nazwał w wydanym oświadczeniu strzelaninę niewypowiedzianą tragedią i zaoferował pomoc społeczności Allen. Kondolencje złożyło wielu senatorów z Teksasu, miejscowe kluby sportowe i osoby publiczne związane z Allen. O strzelaninie poinformowany został także prezydent Stanów Zjednoczonych Joe Biden. Wkrótce potem, prezydent nakazał opuszczenie flag państwowych na wszystkich budynkach rządowych do połowy masztu, na znak oddania hołdu ofiarom ataku.